# Hemmet för lupussjuka

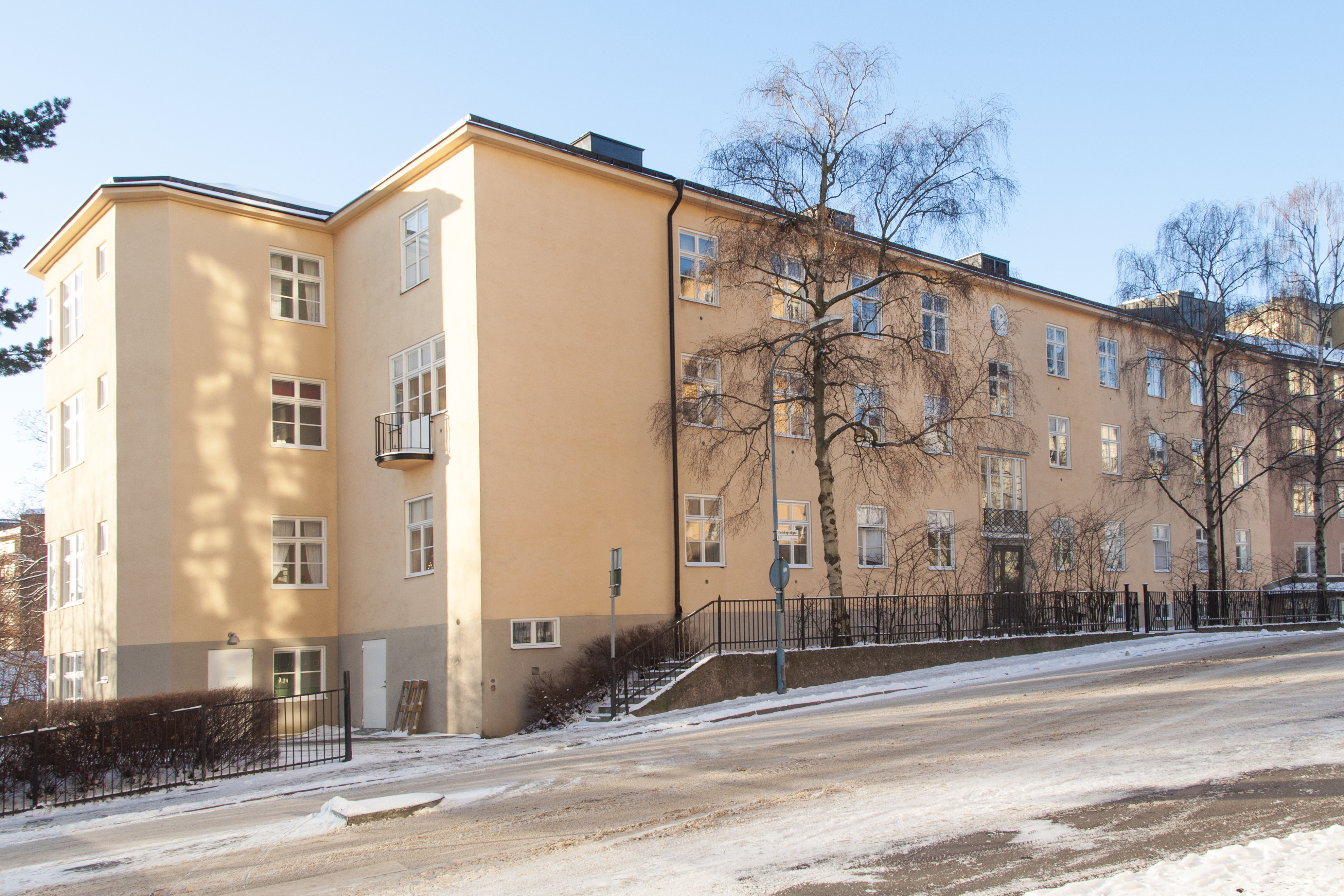
Finsenhemmet vid Stadshagsvägen

Hemmet för lupussjuka (senare Finsenhemmet) var ett stiftelsedrivet inackorderingshem på Kungsholmen i Stockholm för patienter med hudsjukdomen hudtuberkulos (lupus vulgaris).
Hemmet öppnades 1907 som det första i sitt slag i landet för patienterna som behandlades med finsenljus, det vill säga ultraviolett ljus. Behandlingen uppkallades efter den danske läkaren Niels Ryberg Finsen som uppfann metoden och fick Nobelpriset 1903. Finsen etablerade Finseninstitutet i Köpenhamn för att tillhandahålla behandlingsmetoden. 
Metoden introducerades i Sverige 1902 av doktor Magnus Möller vid Sankt Görans sjukhus, och det var där behandlingen av hemmets patienter utfördes. Hemmet var fram till 1932 inrymt i gården Mariedal på Kungsholmen. En ny byggnad restes 1932 enligt arkitekten Karl Güettlers ritningar vid Stadshagsvägen 5 i Stadshagen. Samtidigt ändrade verksamheten namn till Stiftelsen Finsenhemmet. Hemmet lades ned 1966. Idag inrymmer byggnaden i Stadshagen ett demenshem.